# Halowe Mistrzostwa Świata w Lekkoatletyce 1991 – bieg na 200 m mężczyzn
Bieg na 200 m mężczyzn – jedna z konkurencji rozgrywanych podczas halowych mistrzostw świata w lekkoatletyce w 1991. Eliminacje i półfinały odbyły się 9 marca, a finał został rozegrany 10 marca.
Do eliminacji zgłoszonych zostało 34 zawodników z 25 państw.
Zawody w tej konkurencji wygrał reprezentant Bułgarii Nikołaj Antonow. Drugą pozycję zajął zawodnik z Wielkiej Brytanii Linford Christie, trzecią zaś reprezentujący również Wielką Brytanię Ade Mafe.

## Wyniki

### Eliminacje
Źródło: 
Bieg 1
| Miejsce | Zawodnik         | Państwo           | Wynik | Uwagi |
| ------- | ---------------- | ----------------- | ----- | ----- |
| 1.      | Nikołaj Antonow  | Bułgaria          | 20,99 |       |
| 2.      | Patrick Stevens  | Belgia            | 21,15 | PB    |
| 3.      | Daron Council    | Stany Zjednoczone | 21,37 |       |
| 4.      | Christian Boda   | Mauritius         | 22,14 | NR    |
| –       | Abdelali Kasbane | Maroko            | DNS   |       |

Bieg 2
| Miejsce | Zawodnik         | Państwo             | Wynik | Uwagi |
| ------- | ---------------- | ------------------- | ----- | ----- |
| 1.      | Andriej Fiedoriw | ZSRR                | 21,20 |       |
| 2.      | Ade Mafe         | Wielka Brytania     | 21,27 |       |
| 3.      | Jeroen Fischer   | Belgia              | 21,37 |       |
| 4.      | Troy Douglas     | Bermudy             | 21,54 | NR    |
| 5.      | Dudley den Dulk  | Antyle Holenderskie | 22,99 | NR    |
| –       | Eric Akogyiram   | Ghana               | DNS   |       |

Bieg 3
| Miejsce | Zawodnik           | Państwo  | Wynik | Uwagi |
| ------- | ------------------ | -------- | ----- | ----- |
| 1.      | Sandro Floris      | Włochy   | 21,74 |       |
| 2.      | Franz Ratzenberger | Austria  | 21,84 |       |
| 3.      | Trevor Davis       | Anguilla | 22,44 |       |
| 4.      | Clinton Bufuku     | Zambia   | 22,56 | NR    |
| –       | Emmanuel Tuffour   | Ghana    | DNS   |       |

Bieg 4
| Miejsce | Zawodnik         | Państwo           | Wynik | Uwagi |
| ------- | ---------------- | ----------------- | ----- | ----- |
| 1.      | Linford Christie | Wielka Brytania   | 21,35 |       |
| 2.      | Daniel Cojocaru  | Rumunia           | 21,42 |       |
| 3.      | Jiří Valík       | Czechosłowacja    | 21,69 |       |
| 4.      | Dazel Jules      | Trynidad i Tobago | 21,75 |       |
| 5.      | Benyounés Lahlou | Maroko            | 22,08 |       |
| 6.      | Joseph Gikonyo   | Kenia             | 22,58 |       |

Bieg 5
| Miejsce | Zawodnik          | Państwo           | Wynik | Uwagi |
| ------- | ----------------- | ----------------- | ----- | ----- |
| 1.      | Thomas Jefferson  | Stany Zjednoczone | 21,13 |       |
| 2.      | Paolo Catalano    | Włochy            | 21,32 |       |
| 3.      | Luis Rodríguez    | Hiszpania         | 21,43 |       |
| 4.      | Carlos García     | Dominikana        | 23,63 |       |
| –       | Aninos Markulidis | Cypr              | DNS   |       |
| –       | Andreas Berger    | Austria           | DNS   |       |

Bieg 6
| Miejsce | Zawodnik           | Państwo           | Wynik | Uwagi |
| ------- | ------------------ | ----------------- | ----- | ----- |
| 1.      | Miguel Angel Gómez | Hiszpania         | 21,20 |       |
| 2.      | Éric Perrot        | Francja           | 21,48 |       |
| 3.      | Abdullahi Tetengi  | Nigeria           | 21,76 |       |
| 4.      | Christopher Nibilo | Tanzania          | 22,35 | NR    |
| –       | Rodney Cox         | Turks i Caicos    | DSQ   |       |
| –       | Neil de Silva      | Trynidad i Tobago | DSQ   |       |

### Półfinały
Źródło: 
Bieg 1
| Miejsce | Zawodnik           | Państwo           | Wynik | Uwagi |
| ------- | ------------------ | ----------------- | ----- | ----- |
| 1.      | Nikołaj Antonow    | Bułgaria          | 20,83 |       |
| 2.      | Ade Mafe           | Wielka Brytania   | 20,95 |       |
| 3.      | Sandro Floris      | Włochy            | 21,17 |       |
| 4.      | Franz Ratzenberger | Austria           | 21,65 |       |
| 5.      | Daron Council      | Stany Zjednoczone | 21,74 |       |
| 6.      | Dazel Jules        | Trynidad i Tobago | 21,91 |       |

Bieg 2
| Miejsce | Zawodnik         | Państwo           | Wynik | Uwagi |
| ------- | ---------------- | ----------------- | ----- | ----- |
| 1.      | Linford Christie | Wielka Brytania   | 21,12 |       |
| 2.      | Thomas Jefferson | Stany Zjednoczone | 21,19 |       |
| 3.      | Patrick Stevens  | Belgia            | 21,33 |       |
| 4.      | Éric Perrot      | Francja           | 21,43 |       |
| 5.      | Luis Rodríguez   | Hiszpania         | 21,67 |       |
| 6.      | Jiří Valík       | Czechosłowacja    | 22,41 |       |

Bieg 3
| Miejsce | Zawodnik           | Państwo   | Wynik | Uwagi |
| ------- | ------------------ | --------- | ----- | ----- |
| 1.      | Miguel Angel Gómez | Hiszpania | 21,09 | PB    |
| 2.      | Andriej Fiedoriw   | ZSRR      | 21,19 |       |
| 3.      | Paolo Catalano     | Włochy    | 21,36 |       |
| 4.      | Daniel Cojocaru    | Rumunia   | 21,41 |       |
| 5.      | Jeroen Fischer     | Belgia    | 21,73 |       |
| 6.      | Troy Douglas       | Bermudy   | 21,78 |       |

### Finał
Źródło: 
| Miejsce | Zawodnik           | Państwo           | Wynik | Uwagi |
| ------- | ------------------ | ----------------- | ----- | ----- |
| 01 !    | Nikołaj Antonow    | Bułgaria          | 20,67 |       |
| 02 !    | Linford Christie   | Wielka Brytania   | 20,72 |       |
| 03 !    | Ade Mafe           | Wielka Brytania   | 20,92 |       |
| 4.      | Thomas Jefferson   | Stany Zjednoczone | 21,11 |       |
| 5.      | Miguel Angel Gómez | Hiszpania         | 21,29 |       |
| 6.      | Andriej Fiedoriw   | ZSRR              | 21,65 |       |